# Magyar Taoista Egyház
A Magyar Taoista Egyház a 2011. évi Egyházügyi törvény életbelépéséig egyházként működött. Miután megfosztották státuszától és nevétől – a többi kisegyházhoz hasonlóan – egyesületi formában végzi tovább tevékenységét új néven: [Teljes Valóság Magyar Taoista Közösség]. Ezen változtatott a Fővárosi Törvényszék 2015. február 14-én kelt végzése, melynek értelmében továbbra is használhatja a közösség a Magyar Taoista Egyház elnevezést.
A közösség gyakorlói a taoizmust, a taoista filozófiát, és művészeteket tanulmányozzák ennek a vallásnak a mai modern emberhez igen közel álló szempontból. Az Út tanulmányozásának számos módszere közül a gyakorlók nagy része
a Lü Dongbin (Lü Tung Pin, 呂洞賓) Halhatatlan által alapított irányzat, a Teljes Valóság Iskola (Quanzhen, Csuan-zen, 全真), és a Kunlun (崑崙) hagyomány módszereit követik. Ezen irányzatok Tanításai szerint az ember három részből áll, melyek mindegyikét művelni kell a Teljes Megvalósítás érdekében.
Ez a három: az Életerő (Jing, tying), az Életenergia (qi, csi) és a Szellem (Shen, sen). A művelés kezdetén a testet kell rendezni, mivel az jelentősen befolyásolja az ember tudatállapotát. Egy legyengült test magával ragadja annak Szellemét, és így az képtelen lesz felemelkedni.
A test rendezésére a Zhang Sanfeng (Csang San-feng, 張三丰) művészetét és a Tian Dao (Tien tao, 天道) belső gyakorlatait használják. Az alapok megteremtése után a belső alkímia rendszerét tanulmányozzák, főképp a Teljes Valóság hagyomány egyik nagy Tanítójának, Zhang Boduannak (Csan Po-tuan, 張伯端) módszerei által. Ezen a szinten végzik meditációs, vizualizációs és belső energetikai gyakorlataikat. 
A Tanítások szerint csupán e két alap megteremtése után emelhető fel a Szellem igazi magaslatokba, és találkozhat az ember a Halhatatlanokkal a Mennyek Birodalmában. Itt válhat eggyé a gyakorló a Teljes Valósággal, a teremtés Őseredendő Princípiumával, mely a megvalósítás végső foka.